# Orlando Fernandez
Orlando Fernandez est un boxeur portoricain né le 18 janvier 1963 à Yabucoa.

## Carrière
Passé professionnel en 1985, il devient champion du monde des super-coqs WBO le 12 mai 1990 après avoir battu Valerio Nati par jet de l'éponge à la 10e reprise. Fernandez perd son titre aux points dès le combat suivant face à Jesse Benavides le 24 mai 1991.